# Nic do oclenia
Nic do oclenia (fr. Rien à déclarer) – francusko-belgijski film komediowy z 2010 roku w reżyserii Dany’ego Boona.
Zdjęcia kręcono we Francji (Hirson w departamencie Aisne, Plougonvelin w departamencie Finistère) oraz w Belgii (m.in. Bruksela, Chimay, liczne miejscowości w regionie Walonii).

## Fabuła
Przyjęcie - w lutym 1986 - przez 12 państw członkowskich Europejskiej Wspólnoty Gospodarczej Jednolitego aktu europejskiego stało się zaczątkiem ożywienia integracji europejskiej i realizacji rynku wewnętrznego. Na mocy Traktatu z Maastricht możliwy stał się swobodny przepływ towarów i osób przez wewnętrzne granice przyszłej Unii Europejskiej. Film ukazuje pogranicze francusko-belgijskie w grudniu 1992 i styczniu 1993, tj. okresie tuż przed- i tuż po wejściu w życie nowych przepisów. 
W dwóch fikcyjnych miastach granicznych: Courquain we Francji i Koorkin w Belgii mieszkańcy oraz funkcjonariusze Służby Celnej przygotowują się do czekających ich zmian. Boją się o miejsca pracy, szukają sobie nowych zajęć, przystosowują się do zaistniałej sytuacji. Największy problem ma belgijski celnik Ruben Vandevoorde (Benoît Poelvoorde) – patriota i zagorzały frankofob, który nie wyobraża sobie braku granicy, pomiędzy jego ojczyzną, a krajem odwiecznego wroga. Po 1 stycznia 1993 zostaje utworzona tzw. „brygada mobilna”, składająca się z jednego Belga i jednego Francuza, mająca patrolować obydwie strony granicy. Zbiegiem okoliczności zostaje do niej przydzielony Vandevoorde, a jego partnerem okaże się skonfliktowany z nim Mathias Ducatel (Dany Boon), który w dodatku od roku potajemnie spotyka się z siostrą Rubena − Louise (Julie Bernard). Rodzi to wiele zabawnych sytuacji. W tle wątek kryminalny, związany z otwarciem granicy.

## Obsada
- Dany Boon jako Mathias Ducatel
- Benoît Poelvoorde jako Ruben Vandevoorde
- Julie Bernard jako Louise Vandevoorde
- Karin Viard jako Irène Janus
- Éric Godon jako Szef Willems
- François Damiens jako Jacques Janus
- Olivier Gourmet jako Duszpasterz w Chimay
- Zinedine Soualem jako Lucas
- Bouli Lanners jako Bruno Vanuxem
- Laurent Gamelon jako Duval
- Guy Lecluyse jako Grégory Brioul
- Laurent Capelluto jako Rosjanin
- Bruno Lochet jako Tiburce
- Nadège Beausson-Diagne jako Nadia Bakari
- Jean-Paul Dermont jako ojciec Vandevoorde
- Alexandre Carrière jako kelner w Brukseli[4]